# جورج ای. ریچاردز
 جورج ای. ریچاردز (انگلیسی: George E. Richards؛ زاده ۸ آوریل ۱۹۲۱) یک تنیس‌باز اهل ایالات متحده آمریکا است.